# Пелено
Пелено — озеро в Боровичском районе Новгородской области России, находится в 16 км к северу от Боровичей, в правобережье среднего течения реки Мста к югу от озера Люто. Принадлежит бассейну Мсты.
Находится на высоте 172 метра над уровнем моря. Форма озера лопастная. Длина — около 3,7 км, ширина в южной части достигает 2,3 км. Три острова у северного берега. Площадь озера — 3,8 км², площадь водосборного бассейна — 28,3 км².
На севере вытекает река Пеленовка, впадающая в озеро Люто. Значительных притоков не имеет. Берега низкие, заболоченные на севере и западе, поросшие лесом. Восточный берег более высокий. На берегах расположено несколько населённых пунков: деревни Белавино, Приозерье, Спасское, Жаворонково.
Код водного объекта в государственном водном реестре — 01040200211102000021740.